# Lionel Wendt
'
Lionel Wendt' (Colombo, 3 december 1900 - aldaar, 19 december 1944) was pianist, fotograaf, literatuur verzamelaar, criticus en filmer. Het Lionel Wendt kunstcentrum, een belangrijk centrum voor theater en beeldende kunst in Colombo, de commerciële hoofdstad van Sri Lanka, is naar hem genoemd.
In 1924 was Wendt met sommige van zijn vrienden betrokken bij maatschappelijke protesten. Een van zijn vrienden was George Keyt, in Europa en India bekend als  vooruitstrevend schilder. 
Wendt zag de verschillen tussen de cultuur van zijn vaderland en die van het Westen. De traditionele manier van leven in Ceylon riep bij hem een speciaal gevoel op. Hij  zocht naar een manier om uitdrukking te geven aan de wijze van leven in deze cultuur. Hij vond die in de fotografie. 
In 1933 kocht hij voor weinig geld een kleine oude kleinbeeld Rolleiflex. De succesvolste foto's werden naar George Keyt gestuurd om te worden vergroot. Zijn interesse voor fotografie groeide naarmate hij meer ervaring kreeg en hij ging ook experimenteren. De reden voor het succes van Wendts fotografie is zijn grote concentratievermogen. Hij kon weken werken aan het idee voor een foto. Gewoonlijk maakte hij op papier een gedetailleerde schets van het onderwerp voordat hij maar een filmpje in zijn camera deed. Zijn beste foto's stuurde hij in voor internationale tentoonstellingen. Zijn afdrukken hingen in Londen, Parijs, Brussel en nog een aantal Europese steden. 
Wendt was erg kritisch over de resultaten van zijn werk. Na zijn dood, toen zijn fotografische erfenis te koop werden gezet, werd duidelijk dat van een vergroting soms wel vijfentwintig verschillende afdrukken waren gemaakt om een resultaat te krijgen waarmee hij tevreden was. 
De Sri Lankaan stierf op 44-jarige leeftijd aan een hartaanval. Na zijn dood heeft een collega-fotograaf al zijn negatieven vernietigd. 
- Gemeinsame Normdatei: 120261669
- International Standard Name Identifier: 0000 0000 8191 0065
- Library of Congress Control Number: no95052254
- Nationale Bibliotheek van Israël: 987007284163505171
- Nederlandse Thesaurus van Auteursnamen: 412640627
- PIC: 266850
- RKD-Nederlands Instituut voor Kunstgeschiedenis: 288972
- Système universitaire de documentation: 221290818
- Union List of Artist Names: 500328019
- Virtual International Authority File: 838902
- WorldCat: E39PBJgt7bpgcXby66WGqDY773